# Electron (tên lửa)
Tên lửa Electron là một loại thiết bị phóng quỹ đạo hai tầng có thể nối dài (thêm một tầng thứ 3) do công ty hàng không vũ trụ Mỹ Rocket Lab chế tạo để phục vụ phóng các vệ tinh phân khúc thương mại loại nhỏ (gọi tắt CubeSats). Động cơ Rutherford của tên lửa được sản xuất tại California, là loại động cơ đầu tiên sử dụng bơm cấp chạy điện dùng để lai tên lửa quỹ đạo.
Vào tháng 12 năm 2016, Rocket Lab hoàn tất một chương trình đánh giá khả năng bay của tên lửa. Quả đầu tiên được phóng ngày 25 tháng 5 năm 2017, mặc dù bay được lên không trung nhưng không đạt được quỹ đạo mong muốn do có trục trặc nhỏ đối với thiết bị liên lạc dưới mặt đất. Trong chuyến bay thứ hai vào ngày 21 tháng 1 năm 2018, Electron đã lên lên tới quỹ đạo cùng với ba vệ tinh CubeSat. Lần phóng thương mại đầu tiên và lần phóng thứ 3 diễn ra vào ngày 11 tháng 11 năm 2018.

## Tổng quan
Tên lửa Electron sử dụng hai tầng động cơ có cùng đường kính (1,2 m, 3 ft 11 in) chứa nhiên liệu đẩy RP-1 / LOX. Phần thân của tên lửa được làm bằng vật liệu composite cacbon.
Cả hai tầng này đều sử dụng động cơ tên lửa Rutherford đời mới, nó là loại động cơ đầu tiên sử dụng bơm điện dùng để lai tên lửa quỹ đạo. Các bơm điện sử dụng ắc quy Li-Polymer. Tầng thứ 2 gồm ba cụm ắc quy, hai trong ba cụm có thể được tháo bỏ sau khi đã hết điện. Tầng 1 có 9 động cơ Rutherford và một phiên bản tối ưu hóa chân không ở tầng 2. Các động cơ của tầng 1 tạo ra lực đẩy 162 kN (36,000 lbf), còn tầng 2 thì tạo ra lực đẩy 22 kN (4,900 lbf). Hầu như các chi tiết của động cơ được sản xuất bằng in 3D nhằm để tiết kiệm thời gian và tiền bạc.

Hãng Rocket Lab cũng đã chế tạo tầng thứ 3 trong trường hợp muốn tăng khối lượnttaaiir mang theo. Thêm tầng này, tên lửa nhập quỹ đạo chính xác và nhanh hơn. Tầng "gia tăng" này sử dụng động cơ tên lửa mới có tên là Curie mà nó có khả năng khởi động nhiều lần, nhiên liệu của động cơ là loại nhiên liệu lỏng không pha trộn thân thiện môi trường, được chế tạo bằng in 3D. Tầng thứ 3 đã được sử dụng trong chuyến phóng thứ 2. Tầng động cơ này có thể giúp chở thêm tới 150 kg (330 lb).

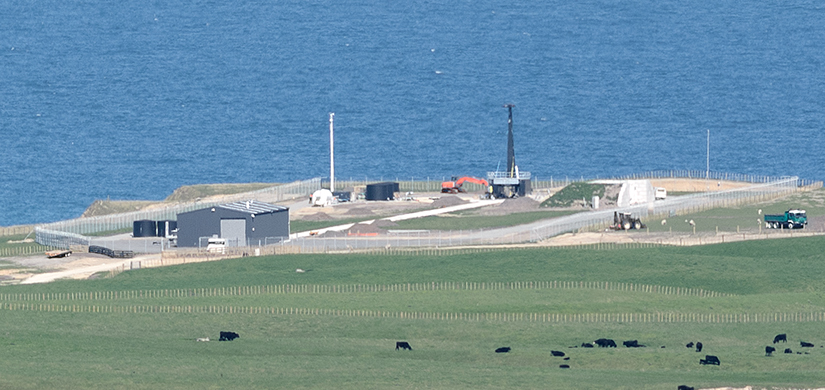
Địa điểm phóng Mahia đang được xây dựng vào năm 2016

Tên lửa này được phóng ra từ tổ hợp Launch 1 của Rocket Lab trên bán đảo Mahia, New Zealand. Vị trí phóng tọa lạc ở nơi xa xôi và ít dân cư được cho là được thiết kế để cho phép có tần suất phóng cao. Tên lửa và bệ phóng đã được tài trợ bởi tư nhân, lần đầu tiên tất cả các phần của hoạt động phóng vệ tinh được điều hành hoàn toàn bởi khu vực tư nhân (các công ty tàu vũ trụ tư nhân khác thuê thiết bị phóng từ các cơ quan chính phủ hoặc chỉ phóng ra các tên lửa cận quỹ đạo).

## Mục đích sử dụng
Electron được thiết kế để có thể mang các vật được phóng có tải trọng từ 150 đến 225 kg (331 đến 496 lb) tới quỹ đạo đồng bộ Mặt Trời-khoảng 500 km, thích hợp cho các CubeSat và các trọng tải nhỏ khác. Chi phí thấp hơn 6 triệu USD, là một mức giá mà công ty hy vọng sẽ cho phép nó thu hút hàng trăm vụ phóng mỗi năm Moon Express đã ký kết một hợp đồng để phóng một máy bay hạ cánh Mặt trăng trên một tên lửa Electron trong năm 2018 như là một phần của Google Lunar X Prize.

## Lịch sử phóng
| Chuyến bay № | Thời gian (UTC) | Địa điểm phóng | Vật được phóng | Tải trọng vật phóng             | Khách hàng | Quỹ đạo | Kết quả         |
| Chuyến bay № | Ghi chú | Ghi chú        | Ghi chú | Ghi chú                         | Ghi chú | Ghi chú | Ghi chú         |
| ------------ | --- | -------------- | --- | ------------------------------- | --- | ------- | --------------- |
| 1            | 25 tháng 5 năm 2017, 04:20 | Mahia LC-1     | "It's a Test" (Đây là cuộc thử nghiệm)                                                                                     | —                               | Rocket Lab (bay thử nghiệm)                                                                                          | LEO     | Thất bại        |
| 1            | Tên lửa này đã phóng thành công và thực hiện việc phân chia giai đoạn đầu tiên và chia tách công bằng. Sau khi đạt đến độ cao 224 km (140 mi), từ xa đã bị mất và tên lửa đã bị tiêu diệt bởi sự an toàn tầm xa. |                | |                                 | |         |                 |
| 2            | 21 tháng 1 năm 2018, 01:43 | Mahia LC-1     | "Still testing" (Vẫn đang thử nghiệm) 1 × Dove Pioneer 2 × Lemur-2                                                         | ~13 kg (không có vật mang theo) | - Planet Labs - Spire Global                                                                                         | LEO     | Thành công      |
| 2            | Các CubeSat mang cho Planet Labs và Spire Global. Trong khoảng thời gian từ tháng 12 năm 2017 đến tháng 1 năm 2018, việc phóng đã bị trì hoãn 6 lần do thời tiết, xung quanh quỹ đạo, tên lửa và các vấn đề về an toàn.. Phóng và triển khai các vật phóng vào ngày 21 tháng 1. |                | |                                 | |         |                 |
| 3            | 11 tháng 11 năm 2018, 03:51 | Mahia LC-1     | "It's Business Time" (Đến giờ làm ăn rồi) [ 24 ] Lemur-2 × 2 CICERO [ 25 ] IRVINE01 [ 26 ] NABEO [ 26 ] Proxima × 2 [ 27 ] | —                               | Spire Global GeoOptics Irvine CubeSat STEM Program High Performance Space Structure Systems Fleet Space Technologies | LEO     | Thành công      |
| 3            | Lần phóng vào ngày 11 tháng 11 năm 2018 diễn ra thành công; toàn bộ các vệ tinh cubesat được đưa lên đúng quỹ đạo. Thời gian phóng ban đầu vào tháng 4 2018 đã bị hoãn lại nhiều lần: cho đến cuối tháng sáu do bất thường ở bộ điều khiển động cơ sau khi thử hệ thống, thêm một vài ngày nữa khi ăng-ten tại trạm định vị trên đảo Chatham gặp vấn đề và vô thời hạn khi lại xảy ra lỗi ở bộ điều khiển động cơ. Vào tháng 10 giai đoạn chín ngày có cơ hội phóng được công bố, bắt đầu từ ngày 11 tháng 11. |                | |                                 | |         |                 |
| 4            | Q1 2018 | Mahia LC-1     | ANDESITE CeREs CHOMPTT Da Vinci ISX NMTSat RSat -P Shields-1 STF-1 CubeSail-1 CubeSail-2                                   | ?                               | NASA | LEO (?) | Đã lên kế hoạch |
| 4            | Nhiều vệ tinh nhỏ cho chương trình ELaNa của NASA. |                | |                                 | |         |                 |